# 观象山（市立医院）站
观象山（市立医院）站，位于中华人民共和国山东省青岛市市北区与市南区交界胶宁高架路与江苏路交叉口地下，是青岛地铁1号线和4号线的地铁换乘站，1号线车站于2021年12月30日启用，4号线车站于2023年8月31日启用。

## 车站结构
地铁1号线经过此站时为西东方向，沿胶宁高架路伸展。地铁4号线经过此站时为南北方向，沿江苏路-热河路伸展。
地下一层是站厅，地下二层是1号线站台，地下三层是4号线站台，两线均为岛式站台。两线站台间不设置换乘节点，换乘需经站厅层的通道。

### 楼层
|                   |  | 1号线往王家港（中山路） |
| 島式 · 開左邊车门 |  |                         |
|                   |  | 1号线往东郭庄（广饶路） |

|                   |  | 4号线往人民会堂（信号山（青大附院）） |
| 島式 · 開左邊车门 |  |                                       |
|                   |  | 4号线往大河东（泰山路）               |

### 出入口
|                               |                                |                                                                            |      |
|                               |                                |                                                                            |      |
| 编号                          | 指示                           | 建议前往的目的地                                                           | 图片 |
| A · 出口                      | 热河路（东）、胶宁高架路（北） | 无埭一路                                                                   |      |
| C · 出口 · （设有无障碍电梯） | 胶宁高架路（南）、苏州路       | 吴县一路、莱芜一路                                                         |      |
| D · 出口                      | 苏州路                         | 江苏路，伏龙山公园                                                         |      |
| E · 出口 · （设有无障碍电梯） | 江苏路（西），胶州路（南）     | 观象二路、观象二路基督教堂、观象山公园（水准原点）、青岛市市立医院（本部） |      |
| 注： 设有                     |                                |                                                                            |      |

## 换乘
观象山（市立医院）站除自身轨道交通性质外，还可实现与市内公交车、出租车的近距离换乘：
- 分布于周边的公交车站，包括以下路线的停靠站点：1、2、5、214、218、221、301、325、366、隧道1、隧道3等。